# Bernard iz Clairvauxa
Bernard iz Clairvauxa (Fontaine-lès-Dijon, Francuska, 1090. – Ville-sous-la-Ferté, 20. kolovoza 1153.), francuski katolički svećenik, svetac, crkveni naučitelj, filozof, mistik, teolog, asket, propovijednik, redovnik cistercitskog reda, koji se njegovim djelovanjem znatno proširio, mnogo je učinio za širenje štovanja prema Djevici Mariji i Presvetom Imenu Isusovu.

## Životopis
Rođen je u plemićkoj obitelji u malom mjestu u okolici Dijona. Odlično mu je išlo školovanje, mnogo je čitao, pisao je poeziju. Od mladosti je imao veliko poštovanje prema Djevici Mariji. Kasnije njegovo djelovanje utjecat će mnogo na veću pobožnost u narodu prema Djevici Mariji, koja je u ranom srednjem vijeku bila manje slavljena nego danas. Kada je imao 19 godina, umrla mu je majka i razmišljao je o odlasku u samostan. U blizini njegovog rodnog mjesta, sv. Robert, sv. Alberik i sv. Stjepan (Etienne) Harding osnovali su cistercitski red 1098. godine u Cîteauxu s ciljem obnove pravila sv. Benedikta. 
Bernard je s trideset drugih mladih plemića ušao u samostan u Cîteauxu 1113. godine i postao cistercitski redovnik. Isticao se svojim dobrim ponašanjem. Budući da se red brzo širio, tri godine kasnije poslan je u novi cistercitski samostan u biskupiji Langres. Bio je na čelu samostana kao opat sa samo 25 godina. Samostan je nazvao Clairvaux. Tako je dobro vodio ovaj samostan, da se za njega i za samostan vrlo brzo pročulo. Zbog napornog i asketskog života, razbolio se. Mnogi su poželjeli biti redovnici, bio je veliki interes za duhovna zvanja. Samostan je uskoro postao pretijesan za sve, pa je Bernard do smrti osnovao još 163 podružnih samostana. Svojim zalaganjem, sa samo 30 godina, postao je jedan od najvažnijih katoličkih redovnika toga vremena, a samostan u Cîteauxu bio je vodeći katolički samostan. Napisao je pravila cistercitskog reda, koje je papa Kalist II. potvrdio 1120. godine. Benediktinci iz samostana Cluny bili su ljubomorni na cistercite pa su izjavili, da su njihova pravila nepraktička. Bernard je u spisima uspješno obranio cistercite.
Bernardove propovijedi imale su velik utjecaj u crkvenim i svjetovnim krugovima. Imao je više kontakata nego neki kraljevi toga vremena. Papa Honorije II. sazvao je Sinodu u Troyesu 1128. godine i imenovao Bernarda tajnikom Sinode. Među ostalim događajima u sklopu Sinode potvrđeno je pravilo reda redovnika templara, u čijem pisanju je sudjelovao Bernard.  
U Katoličkoj Crkvi 1130. godine bila su dva kandidata za papu Inocent II. i Anaklet II. Inocent II. bio je prognan iz Rima, a utočište je potražio u Francuskoj. Kralj Luj VI. sazvao je vijeće francuskih biskupa s ciljem odluke koga podržati za papu. Bernard je bio pozvan na vijeće da kaže svoj sud. Opredijelio se za Inocenta II., što je bilo odlučujuće, da ga podrže i drugi u Francuskoj. Putovao je po Francuskoj, Engleskoj, Njemačkoj i Italiji s ciljem traženja saveznika, kako bi Inocent II. postao papa, što je i uspjelo nakon mnogo teškoća. Potaknuo je štovanje Presvetog Imena Isusova. Pisao je teološke rasprave. Utjecao je mnogo na štovanje Djevice Marije i na buduće naraštaje marijanskih teologa. Sačuvano je 530 njegovih pisama. Razmjenjivao je pisma s mnogim crkvenim i svjetovnim ličnostima toga doba.
U Danteovoj Božanstvenoj komediji, spominje su u trećem dijelu (Raj) od 31. do posljednjeg 33. pjevanja. On je posljednji Danteov vodič po raju. Izabrao ga je zbog kontemplativnog misticizma, štovanja Djevice Marije i izrazite elokventnosti. Vodio je polemiku s filozofom Petrom Abelardom, čije ideje su osuđene kao heretičke na crkvenim saborima u Soissonu i Sensu.
Ionako velik utjecaj dodatno mu se povećao kada je za papu 1145. godine izabran Eugen III., njegov učenik i redovnik iz Clairvauxa. Izravno su surađivali za vrijeme Eugenovog pontifikata. Papa mu je povjerio zadaću tražiti saveznike u organiziranju II. križarskog rata. Pronašao ih je u rimsko-njemačkom kralju Konradu III. i francuskom kralju Luju VII. Odvojeno su otišli u rat, u kojem su poraženi. Bernard je predložio organiziranje novoga pohoda, koji nije ostvaren. Umro je u 63. godini, 20. kolovoza 1153. u samostanu Clairvaux, koji se nalazio u mjestu Ville-sous-la-Ferté. Papa Aleksandar III. proglasio ga je svetim 1174. godine kao prvog redovnika cistercitskog reda. Papa Pio VIII. proglasio ga je crkvenim naučiteljem.

## Poveznice
- Cisterciti
- Drugi križarski rat
- Opatija Fontenay